# Qvareli
Qvareli (georgiska: ყვარელი) är en stad i Kachetien, Georgien. Staden ligger vid Alazanidalen, nära foten av Stora Kaukasus. Staden fick sin stadsstatus 1964. Qvareli är administrativt centrum för distriktet Qvareli.
Qvareli är födelseort för den georgiske författaren Ilia Tjavtjavadze, vars hus är bevarat som ett lokalt museum. Även den georgiske regissören Kote Mardzjanisjvili föddes i staden.
Området är centrum för Kachetiens vinproducerande region, och i staden produceras vinet Saperavi, ett halvsött rött vin. 